# 埴生常益
埴生 常益 （はにゅう つねます、生没年不詳）は、平安時代後期の武士。平常澄の子。通称六郎。

## 略歴
『神代本千葉系図』などに名前が見える。上総氏滅亡以前の下総国埴生庄の在地領主はこの常益と考えられる。常益の苗字地が埴生庄であったことは、のちに上総氏の遺領を継承した千葉常秀がこの地を所領としていた事実から明らかである。